# Ії-Тал
Сільське поселення (сумон) Ії-Тал (рос. Ийи-Тал) входить до складу Улуг-Хемського кожууна Республіки Тива Російської Федерації. Адміністративний центр село Ійі-Тал. Відстань до м. Шагонар 29 км, до Кизила  — 78 км, до Москви — 3879 км.

## Населення
Населення сумона станом на 1 січня року
| Рік    | 2011 | 2012 | 2013 | 2014 | 2015 |
| ------ | ---- | ---- | ---- | ---- | ---- |
| Насел. | 605  | 595  | 593  | 595  | 603  |